# KkStB 180 sorozat
A kkStB 180 sorozatú gőzmozdonyai a világ első, kis sugarú pályaívekben is közlekedni képes egykeretes öt kapcsolt kerékpárú tehervonati mozdonyai voltak.

## Kifejlesztése
A XIX. század végére jelentősen fellendült az Osztrák–Magyar Monarchia észak-csehországi szénbányáiból Szászország és Közép-Németország felé. A bányákhoz vezető legfontosabb vasútvonal a nem sokkal korábban államosított Prag–Duxer Eisenbahn (PD) Brüx (ma: Most)–Moldau (ma: Moldava) vonal volt, melynek legnehezebb szakasza a Klostergrab (ma: Hrob)–Moldau közötti mintegy 15 km hosszú vonalrész 37‰-es emelkedővel és 250 méter sugarú pályaívekkel. A szénvonatok terhelésének növekedésével az addig itt szolgálatot teljesítő PD-eredetű, négy kapcsolt kerékpárú, D tengelyelrendezésű 77 sorozatú mozdonyok vonóereje kevéssé vált. A tapadási tömeg növelésére mindenképpen szükség volt, mely csak a kapcsolt kerékpárok számának növelésével volt lehetséges. A pályára engedélyezett legnagyobb tengelyterhelés még a kkStB-nél általános 14,5 tonnánál is alacsonyabb, mindössze 13,2 tonna volt.
Az új mozdony tervezésénél a legnagyobb kihívást a megfelelő futómű kialakítása jelentette. A mozdonynak az említett vonalon előfogat vagy tolómozdony nélkül 190 tonna tömegű vonatot 15 km/h tartós sebességgel kellett vontatnia. Emiatt mind öt tengelyt be kellett kapcsolni a gépezetbe. A hegyi pályák szűk ívei azonban már a D tengelyelrendezésű mozdonyok futóműveit is nehezen viselték, így öt kapcsolt kerékpárt semmiképpen nem lehetett mereven, egy keretbe ágyazni. Az addig világszerte alkalmazott megoldások a kerékpárok radiális, ívekbe történő befordítására törekedtek több (pl. Mallet- és Klien–Lindner-rendszerek), vagy kevesebb (Engerth-, Pius Fink- és Hagans-rendszerek) sikerrel. Mindegyik megoldásra jellemző volt azonban hogy bonyolult, drága megoldások voltak. A kkStB kiváló konstruktőre, Karl Gölsdorf ezért más rendszert tervezett. A müncheni Krauss mozdonygyár főkonstruktőre, Richard von Helmholtz kiterjedt elméleti kutatásaira támaszkodva Gölsdorf az új mozdonytípus mind az öt kapcsolt kerékpárját egy merev főkeretbe ágyazta be, azonban az I., a III. és az V. tengelyt a csapágytokok elkeskenyítésével oldalirányban (axiálisan) elmozdíthatóvá képezte ki. A szükséges teljesítményt kompaund gépezet alkalmazásával biztosította.
Az új típus első példányát a Floridsdorfi Mozdonygyár 1900-ban készítette el és az a kkStB-nél a 18001 pályaszámot kapta.
A mozdonyok a Monarchiában ekkor kötelező módon hadijelet is kaptak, mely ennél a típusnál  {\displaystyle {\tfrac {\mathrm {V\ 500} }{\mathrm {A} _{5}}}}  lett.

## Szerkezete
A 180 sorozatú mozdonyok tehát belső keretes, E tengelyelrendezésű, azaz öt, a keretbe ágyazott kapcsolt kerékpárral, futókerékpárok nélkül készült kéthengeres kompaund, szerkocsis gőzmozdonyok voltak.

### Keret, futómű, mozdonysátor
A 180 sorozatú mozdonyok tervezésénél a legnagyobb nehézséget a futómű megtervezése jelentette. Az ívbeállás lehetővé tétele érdekében csak a II. és IV. kapcsolt tengelyt ágyazták mereven a főkeretbe, míg az I., III. és V. tengely mindkét tengelyirányba 26–26 mm-t eltolódhatott. Így bár a mozdony szélső tengelytávja 5,6 m volt, a merev tengelytávolság mindössze ennek felére adódott. A tengelyek oldalirányú eltolódását az tette lehetővé, hogy a tengelyek csapágynyakai 52 mm-rel szélesebbre készültek, mint a rajtuk lévő csapágytokok és ugyanennyivel készültek hosszabbra ezen tengelyek forgattyúcsapjai is.
A mozdonyok 1300 mm futókör-átmérőjű kapcsolt kerékpárokkal készültek. A hajtott tengely 3%-os nikkelacélból, míg a kapcsolt- és futótengelyek folytacélból készültek. A hajtott- és a kapcsolt kerékpárok tengelyeit a tengelyvonalban teljesen átfúrták. A hajtott tengelyágy-vezetékeket és a csapágyakat egyedi, olajjal átitatott kenőgyapot-, a futótengelyekét kenőpárnás kenéssel látták el. A belső elrendezésű, szegecseléssel készült keret két, egymástól 1,22 m távolságban lévő 34 mm vastag Martin-folytvaslemez hossztartóból állt, melyeket elöl a mellgerenda és gőzhengerek rögzítését merevítő szekrényes tartó, hátul a kapocsszekrény kötött össze. A szekrényes tartón kívül még négy, a kapcsolt tengelyek között elhelyezett, függőleges folytvaslemez-kereszttartót (ún. keretkötőt) is beépítettek. Mindegyik tartót felfelé meghosszabbították, így a kazán alátámasztásaként is szolgáltak. A kereszttartókra a tömegcsökkentés érdekében kivágások kerültek. A tengelytávolság csökkentésére a kapcsolt kerékpárokat a keretbe egymáshoz olyan közel ágyazták, amennyire csak a fékrudazat azt lehetővé tette. A tengelyágytokok keretkivágásait acélöntésű ágyvezetékek merevítették, valamint a keretlemezeknek a kivágásoknál lévő nyúlványait alul összekötő ún. kötővasak fogták össze. Az ágytokok kopásai húzóékekkel után-állíthatóak voltak.
Az első három kapcsolt kerékpár hordrugóit a tengelyek fölött, míg a hátsó kettőét a tengelyvonal alatt helyezték el. Az I. és II., illetve a IV. és V. kerékpárok rugói között himbás kiegyenlítést alkalmaztak.
A mozdonysátor a kkStB akkor általános alkalmazott szerkezete volt, a mellvéd vonala felett valamivel kisebb szélességgel. A sátoron elöl egy-egy ovális forgóablakot alakítottak ki, mely fölé a későbbi példányoknál védőernyőt szereltek. A sátor két oldalára egy-egy szögletes ablak, a sátortetőre szellőző került.

### Kazán
A 13,2 tonnában korlátozott tengelyterhelés a kazán méreteinek is korlátokat szabott. A mozdonyok kazánjának középvonala, több mint 2,6 méterrel a sínkoronaszint fölött helyezkedett el, így porosz-, más néven Becker-rendszerű állókazánt a keretek fölé emelték ki. Az 1,24 m széles és közel 2,4 m hosszú rostély  előrefelé lejtett. Az 1,566 m belső átmérőjű hosszkazánt három, 17 mm-es folytvas lemezek alkotta övből szegecselték össze. A kazánt a szokásos módon a füstszekrény alatt, a füstszekrénytartónál rögzítették a kerethez, így hátrafelé dilatálhatott. A minél nagyobb gőztér és a hengerek vízrántásának elkerülése érdekében az első és harmadik kazánövre is egy-egy magas gőzdómot helyeztek el, melyeket egy 296 mm belső átmérőjű cső kötött össze. A vasutasszleng ezt az elrendezést „gatyaszárítós”-nak nevezte. A hátsó gőzdóm hátuljára két Coale-rendszerű közvetlen rugóterhelésű biztonsági szelepet szereltek. A kazánba 264 darab 46/51 mm átmérőjű, 4,5 m hosszú folytvas tűzcsövet építettek. Az elülső gőzdómban helyezték el a függőleges tolattyútükörrel készült egyszerű síktolattyús gőzszabályzót, melynek szabályozó rudazatát a kazánon kívül vezették el. Ebből a gőzdómból a kazánon kívül elhelyezett csővezetékben áramlott a gőz a nagynyomású henger tolattyúszekrényébe. A hosszkazán elöli részének két oldalsó falára egy-egy Gölsdorf-rendszerű vízelválasztót is felszereltek. Az 1,61 m hosszú füstszekrényre egyszerű Prüssmann-rendszerű kéményt szereltek. A későbbi példányok a kkStB többi tehervonati mozdonyához hasonlóan a szikrafogót is magába foglaló Rihosek-rendszerű úgynevezett „gólyafészkes” kéményt kaptak. A gőzfúvó csappantyús kivitelű volt. A kazánt 2 db Friedmann-rendszerű RST jelű 9 mm-es nyílású ún. „restarting” szívó frissgőz-lövettyű táplálta vízzel.

### Gépezet
A kazán méreteinek korlátai miatt a mozdony teljesítményét kompaund gépezettel kellett fokozni. A mozdony két gőzhengere közül szokásos módon a jobb oldalon a nagynyomású kis átmérőjű, bal oldalon a kisnyomású nagy átmérőjű hengert helyezték el.
A gépezet kialakítását erősen befolyásolta a futómű elrendezése. Mivel a II. és IV. tengely volt mereven a keretbe ágyazva, ezért a hengerek a IV. kerékpárt hajtották. Emiatt azonban túl hosszú hajtórúdra lett volna szükség, ezért szükségessé vált a dugattyúrúd meghosszabbítására hátrafelé annyira, hogy a keresztfej a II. kerékpár elé került. A hosszú forgattyúcsapok miatt a hajtórudak, illetve a dugattyúrudak, s így a gőzhengerek tengelyvonalának egymáshoz viszonyított távolságát is meg kellett növelni. Ez viszont tovább nehezítette az óriási, 850 mm átmérőjű gőzhenger elhelyezését a szerkesztési szelvényben, melyhez végül a főkereten is kivágást kellett ejteni és a hengereket hátrafelé 1:70 lejtéssel felszerelni.
A kompaund mozdonyoknál megszokott módon a nagynyomású hengert a keret jobb, míg a kisnyomásút a bal oldalára szerelték. A jobb oldali gőzhengert függőleges tengelyű beömlőcső kötötte össze a gőzszabályzóval. A jobb oldali forgattyút a bal oldalihoz képest 90°-kal hátrébb ékelték a kerékpártengelyre. A dugattyúrúd átmenő rendszerű volt. A hengerek dugattyú- és tolattyúrúdjának tömszelencéi azbesztfonatos tömítéssel készültek. A keresztfejek kétvezetékesek voltak. A hajtó- és csatlórudak I alakú keresztmetszettel készültek.
A gőzhengerek üresjárati munkájának (ellenállásának) csökkentésére a gőzdómnál a beömlőcső felső részére és a kisnyomású hengerre légszelepet (ún. Ricour-szelepet) és az átömlőcsőre egy 6 bar nyomásra beállított nyomásredukáló szelepet szereltek. A mozdonyok gépezetét Gölsdorf-rendszerű indítókészülékkel is ellátták. A nagynyomású henger legnagyobb töltése mindkét irányban 86%, a kisnyomásúé 89½% volt.
A gőzhengerek külső beömlésű kagylós síktolattyúkkal készültek, melyeket ellenforgattyús Heusinger–Walschaert-rendszerű vezérművek szabályoztak. A nagynyomású tolattyúja 5 mm-s negatív belső és 40 mm külső, míg kisnyomású tolattyúja 0 értékű belső és 34 mm külső túlfedéssel készült. Az ellenforgattyú előremenetben a forgattyút közel 90°-kal megelőzi, más szóval a forgattyúhoz képest előresietőként ékelték föl. Ennek megfelelően előremenetben a lengőívkő a lengőív (kulissza) alsó részén helyezkedett el. A kormányvonórudat emeltyűvel kombinált kormánycsavarral szabályozták.

### Segédberendezések
A mozdonyra két Hardy-rendszerű 1902. évi W XVIII-as típusú légűrfékhengert szereltek. A szükséges légritkítást egy, a mozdony bal oldalán elhelyezett vákuumszivattyú termelte. A féktuskók a mozdony három középső kerékpárjait elölről fékezték, míg szélső kerékpárok fékezetlenek voltak. A középső kerékpár oldalirányú elmozdulását a féktuskó csuklós függvas-szerkezettel követte. A féktuskónyomás a tapadási súly 50%-a volt. A sebességet egy Haushälter-rendszerű sebességmérő mérte. A gőzben lévő alkatrészek kenéséről egy Nathan-rendszerű kondenzációs kenőkészülék gondoskodott. Kedvezőtlen tapadási viszonyok esetén Gresham–Rihosek-rendszerű, gőzzel működtethető homokoló juttatott homokot a futóhídon elhelyezett szögletes homoktartályból a második kapcsolt kerékpár elé. A mozdonyokat hagyományos bajor rendszerű nagynyomású gőzfűtési berendezéssel látták el, Foster-rendszerű nyomáscsökkentő szeleppel kiegészítve.

### Szerkocsi
A 18001 pályaszámú mozdonyhoz a Klostergrab–Moldau vonalszakasz hídjainak korlátozásaira tekintettel egy új, könnyű kéttengelyes szerkocsit készítettettek, melyet a kkStB 9 sorozatként jelölt.

## Próbamenetek
A mozdonyt a Purkersdorf–Rekawinkel vonalszakaszon terhelési próbáknak vetették alá, ahol a tartós 10‰-es emelkedőn 600 tonnás vonatot 35 km/h, 700 tonnás szerelvényt 20 km/h tartós sebességgel továbbított. A próbák során a mozdony 62 km/h legnagyobb sebességet ért el, így az engedélyezett sebességet a nehéz, szabadon függő gépezetre is tekintettel 50 km/órában állapították meg.

## Sorozatgyártás
A kedvező tapasztalatok alapján a következő évben elindult a típus sorozatgyártása, melyben a legtöbb osztrák mozdonygyár részt vett. A sorozatban gyártott példányok néhány kisebb módosítással (100 mm-rel elülső rész, a homlokszélvédők fölé védőernyő került) megegyeztek a prototípussal. A kéttengelyes szerkocsi nem biztosított kellő hatótávolságot, így helyette a sorozatot a kkStB egyik szabványos háromtengelyes szerkocsijával, a 76 sorozattal szállították. Öt év alatt összesen 94 db-ot vett át a kkStB az alapváltozatból. Ezek közül
- a prototípus mozdonnyal együtt 35 db-ot a Floridsdorfi Mozdonygyár,
- 43 db-ot a Lokomotivfabrik der StEG,
- 5 db-ot a prágai Első Cseh-Morva Gépgyár (BMMF),
- 11 db-ot a Bécsújhelyi Mozdonygyár készített.

Az 1904 végéig elkészült mozdonyok pályaszáma 18001–18094 volt. A későbbi szállításokra már Rihosek-rendszerű gólyafészkes kéményt szereltek. 1905-től az addig leszállított mozdonyok számozása 180.01–094-re módosult.
Az 1905-től forgalomba került mozdonyok már az új rendszer szerinti pályaszámokat kapták. E mozdonyok rostélyát 90 mm-rel kiszélesítették, így a rostélyfelület 3,42 m²-re nőtt. Ettől az időponttól a gyártás 1908. évi befejezéséig a 180.95–181 pályaszámú gépek készültek, az alábbi felosztás szerint:
- 20 db-ot a Floridsdorfi Mozdonygyár,
- 24 db-ot a Lokomotivfabrik der StEG,
- 9 db-ot a prágai Első Cseh-Morva Gépgyár (BMMF),
- 34 db-ot a Bécsújhelyi Mozdonygyár szállított.

A mozdonyok egy részét Holden-rendszerű olajtüzeléssel látták el.

## Gőzszárítós kazánnal
A telített gőzű mozdonyok gőz- (és szén-) fogyasztásának csökkentésének leghatásosabb módja a gőz hőmérsékletének emelése, túlhevítése. A XX. század első évtizedében végén a kkStB-nél kedvező tapasztalatokat szereztek a 60.500 sorozatú mozdonyokba épített gőzszárítóval, így a 180 sorozatú mozdonyok egy részét is felszerelték vele.
Az alapváltozattal egyébként azonos méretű hosszkazánban a tűzcsövek azonban nem teljes hosszukban voltak gőztermelő csövek, hanem azokat egy harmadik, az elülső mögött 1,3 m-re lévő csőfal két részre osztotta. A hátulsó csőfalközben a tűzcsöveket a szokásos módon víz borította, az elöli térbe azonban a gőzdómban összegyűlt telített gőz került, melynek hőmérsékletét a tűzcsövekben áramló füstgáz kb. 30–40 °C-kal megemelte, nedvességtartalmát csökkentette. Ez volt az úgynevezett Gölsdorf–Clench-rendszerű gőzszárító. Ezt az elülső teret egy (a hosszkazán-hasfalig le nem érő) függőleges válaszfal két részre osztotta, melyek között alul a gőz szabadon áramolhatott. A gőzszárító tetején két nagyméretű, fedelekkel elzárt búvónyílást alakítottak ki, az elsőt a gőzszabályozó szereléséhez, a hátsót a tűzcsövek vizsgálatához, javításához. A gőzszárító kiömlőterében helyezték el a függőleges tolattyútükörrel készült kettős síktolattyús gőzszabályzót, melynek szabályozó rudazatát a kazánon kívül, a hosszkazán jobb oldalán vezették el.
A kettős gőzdóm elmaradt, csak a második kazánövre került fel egy zömökebb gőzdóm. A gőzdómba vízelválasztót építettek. A gőzdóm tetejére 2 db Coale-rendszerű közvetlen rugóterhelésű biztonsági szelepet szereltek.
A gépezet jelentősebb átalakítására nem volt szükség, mindössze a nagynyomású dugattyúk és a tolattyúk tömszelencéit cserélték Huhn-rendszerű ólmos tömítésekre, a kondenzációs kenőkészüléket pedig nyolcnyílású Friedmann-rendszerű KD jelű dugattyús melegalkatrész-kenőszivattyúra.
Az első példányt a Floridsdorfi Mozdonygyár 1907-ben szállította le a kkStB-nek ahol az a  180.500 pályaszámot kapta. A telített gőzű társaival megegyező sorozatjelet az indokolta, hogy a mozdonykazán befoglaló méretei nem változtak, így kazáncserével könnyedén átalakítható volt telített gőzű kivitelre. A gépezet és a futómű elemei pedig csereszabatosak voltak.
Ennek a változatnak a hadijele {\displaystyle {\tfrac {\mathrm {V\ 650} }{\mathrm {A} _{5}}}}  lett.
A kedvező eredmények alapján ebből a változatból is nagyobb sorozat készült 1907–1909 között. A Floridsdorfi Mozdonygyár és a Bécsújhelyi Mozdonygyár egyaránt 29–29 db gőzszárítós példányt készített, melyek a 180.500–557 pályaszámokat viselték.
A 180.504 pályaszámú mozdony füstszekrényébe kísérletképp egy, a 112 sorozatú kis mozdonyoknál kipróbált úgynevezett köztes túlhevítőt is beépítettek, mely a nagynyomású hengerből kiömlő gőz hőmérsékletét emelte meg a kisnyomású hengerbe való beömlés előtt. A nagynyomású hengerből kilépő gőz egy, a füstszekrényben, palást jobb alsó részénél elhelyezett, ovális keresztmetszetű hosszirányú öntöttvas gőzgyűjtő szekrénybe áramlott. Innen a gőz a füstszekrény-palást mentén kígyózó és körbefutó kis átmérőjű csöveken keresztül áramlott egy az előzővel megegyező, de a baloldalt elhelyezett gőzgyűjtőbe, onnan pedig a kisnyomású hengerbe tolattyúszekrényébe. A füstgázok és a gőzfúvó gőzének hője a csövekben áramló gőzt víztelenítette és hőmérsékletét mintegy 170 °C-kal megemelte.
Bár a fogyasztási adatok kedvezően alakultak, a bonyolult karbantarthatóság miatt a gőzszárító mégsem vált be. Ezért azokat a mozdonyokból fokozatosan kiszerelték és onnantól egyszerű telített gőzű mozdonyokként üzemeltek tovább, bár külső megjelenésük és pályaszámuk változatlan maradt.
A kielégítő megoldásként végül ennél a típusnál is a Schmidt-rendszerű nagyfüstcsöves túlhevítő alkalmazása jelentette. A Schmidt-rendszerű túlhevítő alkalmazásához azonban a mozdonyt több ponton is módosítani kellett, így azok részegységei már nem voltak csereszabatosak a 180-asokéval. Ezért ezt az alváltozatot teljesen új sorozatként, 80 sorozatjelel vették állományba.

## Pályafutásuk az első világháború végéig
A sikeres mozdonytípus nem csak az észak-csehországi, hanem a kkStB valamennyi közepes és nagy emelkedésű vonalain elterjedt. Így például az akkor még egyvágányú Rudolfsbahn Selzthal–Schoberpaß–St. Michael–Neumarkter Sattel–St. Veit an der Glan vonalszakasz 14,3‰-es emelkedőjű vízválasztóin 540 tonnás vonatokat továbbított – pont kétszer akkora vonattömeget, mint a korábbi három kapcsolt kerékpárú 56 sorozatú mozdonyok. A típus kisebb, 5‰-es vonalakon is közlekedett, ahol akár 1000 t tömegű vonatokat is továbbíthatott – ennek kezdetben az állomások hossza gátat szabott, de átépítésük után lehetővé vált.
Az első világháború kitörésekor az alábbi fűtőházaknál szolgáltak 180 sorozatú mozdonyok:
- Knittelfeld: 30 db + 6 db 180.500-as,
- Prága-Nusle: 22 db,
- Laun (ma: Louny): 36 db + 1 db 180.500-as,
- Pilsen (ma: Plzeň): 28 db + 4 db 180.500-as,
- Brünn StEG (ma: Brno): 11 db,
- Budweis II (ma: České Budějovice): 25 db + 9 db 180.500-as,
- Bécs II: 7 db + 5 db 180.500-as,
- Trieszt: 10 db + 6 db 180.500-as,
- Landeck: 1 db,
- Stryj (ma: Стрий/Sztrij): 5 db + 11 db 180.500-as,
- Wörgl: 5 db + 7 db 180.500-as,
- Sankt Veit an der Glan: 1 db + 5 db 180.500-as,
- Görz (ma: Gorizia): 4 db 180.500-as.

Bár a mozdonyok futása szűk ívekben kifogástalan volt, a rövid merev tengelytáv miatt egyenes pályán nagyobb sebességeknél erőteljesen kígyóztak. Részben emiatt, másrészt azért, mivel nagy átmérőjű gőzhengerekből fakadóan a gépezet ellenállása a sebességnövekedésével rohamosan nőtt, a hasznos teljesítmény pedig lecsökkent, a 180 sorozatú mozdonyok személyvonatok továbbítására nem igazán voltak alkalmasak – igaz, nem is erre tervezték a típust.
A kkStB 180 sorozatú mozdonyai az első világháború harcaiban is részt vettek. A frontvonalban harcoló csapatokat közvetlenül kiszolgáló k.u.k. Heeresbahn délnyugati, IV. részlegének állományában 8 db (ebből egy 180.500 sorozatú) mozdony Pontafel (ma: Pontebba) fűtőháznál üzemelt.
A háború után, a kkStB mozdonyállagának felosztását követően az utódállamok az alábbi mennyiségű 180 sorozatú mozdonyhoz jutottak:
| A kkStB 180 sorozatú mozdonyainak felosztása az első világháború után | A kkStB 180 sorozatú mozdonyainak felosztása az első világháború után | A kkStB 180 sorozatú mozdonyainak felosztása az első világháború után |
| Vasút                                                                 | 180 sorozat                                                           | 180.500 sorozat                                                       |
| --------------------------------------------------------------------- | --------------------------------------------------------------------- | --------------------------------------------------------------------- |
| BBÖ                                                                   | 46 db                                                                 | 15 db                                                                 |
| ČSD                                                                   | 85 db                                                                 | 23 db                                                                 |
| PKP                                                                   | 5 db                                                                  | 6 db                                                                  |
| SHS                                                                   | 5 db                                                                  | 1 db                                                                  |
| FS                                                                    | 37 db                                                                 | 13 db                                                                 |
| CFR                                                                   | 3 db                                                                  |                                                                       |

## Történetük a Déli Vasútnál
A Déli Vasút hamar felfigyeltek a 180 sorozatú mozdonyok sikereire. Elsősorban a társaság Brenner-hágón átvezető (Innsbruck–Bozen (ma: Bolzano)–Verona vonalszakasz) és a semmeringi vonalának ellátására 1901–1903 között 12 db 180 sorozatú mozdonyt szereztek be részben a Floridsdorfi Mozdonygyártól (7 db-ot), részben a Bécsújhelyi Mozdonygyártól (5 db-ot). A mozdonyok alapvetően megegyeztek a kkStB mozdonyaival, azonban a kapcsolt kerekek vastagabb abroncsokkal, a kazán tűzcsövei a társaságnál szabványosnak tekinthető 45/50 mm átmérővel készültek. További eltérést a szívó lövettyűk helyett a Friedmann-rendszerű SZ. osztályú, 9 mm-es furatú nem-szívó lövettyűk, a leszerelhető felső szegmensű Prüssmann-kémény és egyéb a Déli Vasútnál szokásos armatúrák alkalmazása jelentett. Ezen kívül a fényszórókat a Déli Vasútnál szokásos módon nem a mellgerendához, hanem a füstszekrény két oldalára szerelték. A járművek a 4001–4012 pályaszámokat kapták.
A Déli Vasút 180 sorozatú mozdonyaihoz a társaság szabványos, 56a sorozatú háromtengelyes szerkocsijait kapcsoltak.
A társaság a mozdonyokból egy második, 17 db-os szériát is beszerzett 1908–1909-ben. A kkStB mozdonyokéhoz hasonlóan kiszélesített rostélyú mozdonyokat kivétel nélkül a Bécsújhelyi Mozdonygyár készítette és a 4013–4027 pályaszámokon álltak szolgálatba.
A semmeringi vonal 25‰-es emelkedőin Payerbach (ma: Payerbach-Reichenau) felé 280 tonnás, Mürzzuschlag felé 300 tonnás vonatokat továbbítottak. Maximális teljesítőképességük 28‰-es emelkedőn 18 km/h sebesség mellett 320 t, 27 km/h sebesség mellett 200 t volt.
Az SB/DV 180 sorozatú mozdonyai 1915 szeptemberében a mozdonyok az alábbi fűtőházaknál szolgáltak:
- Mürzzuschlag (9 db)
- Bozen (Bolzano – 18 db)

A mozdonyok kígyózó mozgásának mérséklése érdekében a középső kapcsolt kerékpár oldaljátékát 3–3 mm-re csökkentették.
Az első világháborút követően a mozdonyok közül 12 db maradt olasz, 15 db osztrák fűtőháznál. A Déli Vasút (SB/DV) járműállagának felosztása nyomán végül a társaság összes 180 sorozatú mozdonya az FS tulajdonába ment át.

## További pályafutásuk

### Ausztria
A BBÖ a végül nála maradt 61 példányt a korábbi kkStB-pályaszámukon tartotta nyilván.
A mozdonyok egy részét az Olaszországnak átadott Déli Vasút-eredetű 180-asok pótlására vezényelte át. Az 1920-as évek közepén az ekkorra már elavultnak tekinthető típus korszerűsítését határozta el. Az átalakításra elsőként a 180.06 és 180.107 pályaszámú mozdonyokat jelölték ki. Az átalakítás alapvetően a 80.900 sorozat mintáját követte, azaz a mozdonyokat iker-túlhevítőssé építették át. A gépezet méretei megegyeztek azokéval, azonban a tolattyús vezérmű helyett a BBÖ-nél ekkor igen népszerű Lentz-rendszerű szelepes vezérművet alkalmaztak. A kazánba Schmidt-rendszerű nagyfüstcsöves túlhevítőt építettek. A tűz- és füstcsövek száma is megegyezett a 80.900 sorozatú mozdonyokéval, azonban a nagyobb csőhossz miatt a fűtőfelületek is nagyobbak lettek. A kazánon megtartották a vízszintes csővel összekötött kettős gőzdómot. Az átalakításnak köszönhetően a mozdonyok teljesítménye valamivel a 80.900 sorozatét is meghaladta. A két mozdony új pályaszáma 680.06 és 680.107 lett.
A világgazdasági válság okozta pénzhiány megakadályozta a többi mozdony átalakítását. A forgalomcsökkenés miatt ráadásul a legtöbb mozdony számára nem maradt vontatási feladat, így azokat fokozatosan üzemen kívül helyezték, majd 1929-től előbb fokozatosan, az 1930-as években pedig tömeges selejtezték őket, így 1937 végére mindössze 9 db 180-as és a két 680-as volt állagban. A 180.01 pályaszámú gép, a sorozat első tagja 1932-ben a bécsi Technises Museum gyűjteményébe került.
Az Anschlusst követően a mozdonyok a DRB állagába kerültek, mely a telített gőzű példányokat 57 001–009, a két túlhevítős mozdonyt 57 051–052 pályaszámokon tartotta azokat nyilván, a sorozatjel 57{\displaystyle {}^{0}} lett. 
A második világháború után az Osztrák Szövetségi Vasutak állagában az egyes államok közötti mozdonycserék után 1951-re mindössze egyetlen példány maradt, melyet a következő évben kiselejteztek.

### Csehszlovákia
A Csehszlovák Államvasutak az első években a korábbi sorozat- és pályaszámokon üzemeltette a járműveket Plzeň, České Budějovice, Louny, Tábor, Meziměstí, Jihlava és Brno fűtőházánál. Már 1923-ban elhatározták a teljesítőképes típus korszerűsítését. A rákövetkező évben három 180 sorozatú mozdony (a 180.87, 180.117 és a 180.514 pályaszámúak) iker-túlhevítőssé alakítását végezte el az Első Cseh-Morva Gépgyár (ekkor már PČM).
A mozdonyok hosszkazánjába – a ČSD által korszerűsített mozdonyoknál később szabványossá vált módon – 110 db 70/76 mm átmérőjű füstcsövet építettek be, a járművek így kisfüstcsöves Schmidt-túlhevítőt kaptak. A füstcsövek köré még 19 db hagyományos tűzcső is került. A túlhevítő gőzgyűjtő kamrájának helyigénye miatt a füstszekrényt előrefelé meghosszabbították. A kazánnyomás 13 bar-ra csökkent A füstszekrény elejére domború, központi zárású füstszekrényajtót szereltek. A vízszintes csővel összekötött gőzdóm megmaradt (a korábban gőzszárítós mozdonynál maradt egy dómos kivitel, azonban a gőzszabályzót a dómba helyezték át), a gólyafészkes kéményt viszont a ČSD-nél később szintén szabványossá vált öntöttvas, felül karimás kéményre cserélték. A síktolattyús kompaund gőzhengereket belső beömlésű, hengeres tolattyús hengerek váltották fel.
A Monarchia vasúttársaságai járműparkjának végleges felosztása után, 1925-ben bevezetett jelölési rendszernek megfelelően a mozdonyokat és szerkocsijukat külön-külön sorozat- és pályaszámmal látták el: telített gőzű kompaund mozdonyok az 523.001–0105, az iker-túlhevítőssé alakított példányok az 524.201–03 sorozatjelet és pályaszámot kapták, míg a szerkocsik sorozatjele 516.0 lett.
Az átalakított mozdonyokkal 1925-ben kiterjedt kísérleteket folytattak, melyek során közel 20%-os tüzelőanyag-megtakarítást értek el. Később ez az érték az LF osztályú Friedmann–Metcalfe-rendszerű fáradtgőz-lövettyűk alkalmazásával tovább javult. A mozdonyok indikált teljesítménye 1200 lóerőre nőtt.
A jól sikerült korszerűsítést 1933-ig az összes 523.0 sorozatú mozdonyon végrehajtották. A korszerűsítés után a járművek átalakításuk sorrendjében 524.204–2108 pályaszámokon álltak forgalomba és a legnehezebb szénvonatok továbbítására is felhasználták azokat az akár 40‰-es emelkedőjű pályákon.
A Szudétavidék 1938-as német átadásával együtt a ČSD 50 db 524.2 sorozatú mozdony átadására kényszerült a DRB részére, mely azokat az 57 701–750 sorozatjellel és pályaszámokkal látta el. A ČSD-nél maradt 58 db mozdonyt a ČMD-BMB változatlan pályaszámokkal vette át.
A második világháborút követően újjáalakult ČSD a mozdonyokat a korábbi pályaszámain vette át és további hasznos szolgálatot teljesítettek nehéz tolató és tehervonati feladatkörben. Az 524.2-esek forgalomból való kivonására és selejtezésére 1972-ig került sor.

### Lengyelország
A PKP 11 db 180 sorozatú mozdonyt vehetett állományba, melyek 1925-ben a Tw11-1–11 sorozatjelelet pályaszámokat kapták. A második világháború alatt a megmaradt mozdonyok közül nyolc szovjet megszállt területen az НКПС/NKPSz (Hародный комиссариат путей сообщения – Narodnüj komisszariat putyej szoobscsenyija, Szállítási Népbiztosság) irányítása alatt szolgált. Német megszállt területre két mozdony került, melyeket a DRB 57 010–011 pályaszámokon vett állagba. A harci cselekmények folytán több НКПС/NKPSz-eredetű példány is a DRB-hez került, ahol azoknak az 57 012–016 pályaszámokat jelölték ki, ténylegesen azonban csak a 57 012, 57 014 és 57 016 pályaszámú mozdonyok viselték az új azonosítót.
A háború néhány példány visszakerült a PKP-hez, azonban új számot ne, kaptak, hanem rövidesen selejtezésre kerültek.

### Olaszország
A mozdonyoknak az FS a 477 sorozatjelet adta. 
- A 477.001–029, a 477.042–043 és a 477.059–077 pályaszámokat eredeti pályaszámaik sorrendjében a kkStB-től közvetlenül átvett mozdonyok kapták.
- A 477.030–041pályaszámokkal az SB/DV olasz területen maradt, hadizsákmánnyá nyilvánított mozdonyokat jelölték.
- A 477.044–058 pályaszámokra az SB/DV járműállományának 1922–1924 felosztásával az FS-hez került mozdonyokat számozták.

A mozdonyok az 1930-as évekig közlekedtek, majd félreállították őket. Selejtezésük megakadályozta, hogy a második világháború kitörésével megnövekedett szállítási feladatok meghaladták a tengelyhatalmak mozdonyállományának kapacitását. Ezért a DRB 1940-ben ötvenegy 477 sorozatú mozdonyt bérelt az FS-től. A mozdonyok Bécs és Villach igazgatóságához tartoztak, majd 1943-ig fokozatosan visszakerültek az FS-hez.
Az olasz csapatok szovjet területekre való eljuttatása a MÁV-ot is kihívás elé állította. A feladat megoldására végül a MÁV többek között tizenöt 477 sorozatú mozdonyt bérelt 1941. nyarától, naponként és járművenként 200 líra díj ellenében. A mozdonyokkal a Katonai Szállításvezetőség rendelkezett. Egyikük lejárt kazánvizsgája miatt 1943-ban visszakerült az FS-hez. A mozdonyok bérleti díja fokozatosan 9650 lírára nőtt. 1944. végére rossz műszaki állapotuk miatt a még Magyarországon lévő kölcsönmozdonyok már nem üzemeltek.

### Jugoszlávia
Az SHS az addigi sorozat- és pályaszámaikon üzemeltette tovább a járműveket. A JDŽ a 135-001–006 sorozatjelet és pályaszámot jelölte ki számukra, de egy példányt időközben selejteztek; így ténylegesen csak a 135-001 és a 135-003–006 pályaszámú mozdonyok léteztek.
A mozdonyok selejtezését a JDŽ tovább folytatta, így 1941-re, a Jugoszlávia megszállása nyomán a JDŽ járműállományának felosztása időpontjára csak három példány maradt, melyeket az FS-nek ítéltek.
A második világháború után 7 db BBÖ- és egy PKP-eredetű DRB 57{\displaystyle {}^{0}} sorozatú és két FS 477 sorozatú mozdony maradt jugoszláv területen. Ezeket a délszláv állam hadizsákmánynak tekintette és 131-007–016 pályaszámmal állományába vette. A PKP-eredetű példányt a JDŽ végül 1949-ben visszaadta Lengyelországnak.

### Románia
A CFR a három mozdonyt változatlan sorozat- és pályaszámmal vette állományba és Szörényvár fűtőházához helyezte őket, ahol az  1940-es évek elejéig szolgáltak.

## Összehasonlító táblázat
| 0                               | 1 | 2 | 3 | 4                                      | 5                                                                                   |
| ------------------------------- | --- | --- | --- | -------------------------------------- | ----------------------------------------------------------------------------------- |
| Pályaszám                       | kkStB 18001–18094 SB/DV 4001–4012 →kkStB 180.01–94 →BBÖ 180.01..91 →ČSD 180.05..94 →SHS 180.02 →SHS 180.86 →FS 477.001–015 →FS 477.030–031 →FS 477.044–052 →FS 477.057 →FS 477.061–063 →FS 477.073 →PKP Tw11-1–3 →CFR 180.45 →CFR 180.75 →ČSD 523.001–42 →JDŽ 135-003 →JDŽ 135-007 →DRB 57 001–002 →DRB 57 010 →DRB 57 014 →JDŽ 135-014 | kkStB 180.95–181 SB/DV 4013–4027 →BBÖ 180.98..181 →ČSD 180.95..175 →SHS 180.106 →SHS 180.113 →SHS 180.126 →FS 477.016–024 →FS 477.032–041 →FS 477.053–056 →FS 477.058 →FS 477.060 →FS 477.064 →FS 477.066 →FS 477.069–070 →FS 477.074–076 →PKP Tw11-4–5 →CFR 180.177 →ČSD 523.043–83 →JDŽ 135-004–006 →JDŽ 135-008–009 →DRB 57 003–005 →JDŽ 135-015 | kkStB 180.500–557 →BBÖ 180.507..557 →ČSD 180.500..551 →SHS 180.553 →FS 477.025–029 →FS 477.042–043 →FS 477.065 →FS 477.067–068 →FS 477.071–072 →FS 477.077 →PKP Tw11-6–11 →ČSD 523.084–99 →ČSD 523.0100–105 →JDŽ 135-001 →DRB 57 006–009 →DRB 57 011 →DRB 57 016 →JDŽ 135-010–013 →JDŽ 135-016 | BBÖ 680.06 BBÖ 680.107 →DRB 57 051–052 | ČSD 524.201–99 ČSD 524.2100–109 →ČMD 524.201..99 →ČMB 524.2100..109 →DRB 57 701–750 |
| Jelleg                          | E–n2v | E–n2v | E–t2v | E–h2                                   | E–h2                                                                                |
| Hajtókerék-átmérő               | 1 300 mm 1 310 mm | 1 300 mm 1 310 mm | 1 300 mm | 1 300 mm                               | 1 300 mm                                                                            |
| Ütközők közötti hossz           | 17 268 mm | 17 268 mm | 17 268 mm | 17 276 mm                              |                                                                                     |
| Hossz                           | 10 757 mm 10 857 mm | 10 857 mm | 10 857 mm | 10 857 mm                              | .. mm                                                                               |
| Üres tömeg                      | 59,0 t | 60,0 t | 60,0 t 60,9 t |                                        |                                                                                     |
| Szolgálati tömeg                | 65,7 t | 66,5 t | 66,5 t | 67,0 t                                 | 68,0 t                                                                              |
| Szolgálati tömeg szerkocsival   | 101,7 t | 102,5 t | 102,5 t |                                        | ..                                                                                  |
| Tapadási tömeg                  | 65,7 t | 66,5 t | 66,5 t | 67,0 t                                 | 68,0 t                                                                              |
| Legnagyobb tengelyterhelés      | 13,2 t | 13,5 t | 13,5 t | 13,4 t                                 | 13,8 t                                                                              |
| Hengerek átmérője               | – | – | – | 590 mm                                 | 590 mm                                                                              |
| Nagynyomású hengerek átmérője   | 560 mm | 560 mm | 560 mm | –                                      | –                                                                                   |
| Kisnyomású hengerek átmérője    | 850 mm | 850 mm | 850 mm | –                                      | –                                                                                   |
| Túlhevítés                      | – | – | Gölsdorf–Clench-gőzszárító és köztes túlhevítő | Schmidt-rendszerű, nagyfüstcsöves      | Schmidt-rendszerű, kisfüstcsöves                                                    |
| Tűzcsövek belső/külső átmérője  | 46/51 mm 45/50 mm | 46/51 mm 45/50 mm | 46/51 mm | 46/51 mm                               | 46/51 mm                                                                            |
| Füstcsövek száma                | – | – | – | 22 db                                  | 110 db                                                                              |
| Füstcsövek belső/külső átmérője | – | – | – | 119/127 mm                             | 70/76 mm                                                                            |
| Tűzcsövek hossza                | 4 500 mm | 4 500 mm | 4 500 mm | 4 500 mm                               | 4 500 mm                                                                            |
| Rostélyfelület                  | 3,0 m² | 3,42 m² | 3,42 m² | 3,42 m²                                | 3,42 m²                                                                             |
| Sugárzó fűtőfelület             | 13,0 m² | 13,3 m² | 13,3 m² | 13,3 m²                                |                                                                                     |
| Csőfűtőfelület                  | 190,0 m² | 190,0 m² | 134,5 m² | 133,3 m²                               | 144,2 m²                                                                            |
| Túlhevítőfelület                | – | – | 55,0 m² +7,1 m² | 38,4 m²                                | 57,7 m²                                                                             |
| Gépezeti vonóerő                | 125,63 kN | 125,63 kN | 125,63 kN | 139,45 kN                              | 139,45 kN                                                                           |
| Tapadósúlyból számított vonóerő | 103,12 kN | 104,38 kN | 104,38 kN | 105,16 kN                              | 106,73 kN                                                                           |
| Szerkocsi típusa                | kkStB 9 76 56a | 76 | 76 56a |                                        |                                                                                     |
| Szerkocsi szolgálati tömege     | 27,4 t 36 t .. t | 36 t .. t | |                                        |                                                                                     |
| Vízkészlet                      | 10 m³ 14,2 m³ .. m³ | 14,2 m³ .. m³ | |                                        |                                                                                     |
| Tüzelőanyagkészlet              | 6,0 m³ 6,0 t (7,2 m³) .. t (.. m³) | 6,0 t (7,2 m³) .. t (.. m³) | |                                        |                                                                                     |